# Guiendé
Guiendé  est une localité du nord-est de la Côte d'Ivoire appartenant au département de Tanda, dans la district du Zanzan, région du Gontougo. Elle est un chef-lieu de commune.

## Végétation
Guiendé est située en zone de transition entre le nord (végétation de savane) et le sud (forestier). La végétation est constituée de savane arborée ou forêt claire. Il y a quelques cours d'eau de petites envergures qui ne sont favorables ni à la navigation ni à la pêche parce que pauvres en poissons et tributaires des saisons.

## Organisation administrative
Le village est gouverné par un chef de village qui prend le titre de Nanan Fiéni dès son intronisation et qui règne à vie. Le pouvoir est exercé à tour de rôle par les différentes grandes familles du village. Le chef est aidé dans sa tâche par ses conseillers qui sont les notables et qui connaissent profondément la tradition, les origines et la généalogie de chaque famille. Rien de très important ne se fait dans le village sans l'accord préalable du chef de village.

## Sport
Guiendé dispose d'un club de football, le Effieny Sports, qui évolue en Championnat de Division Régionale, équivalent d'une « 4e division » .

## Culture
Le village de Guiendé est célèbre pour sa fête des ignames, un événement majeur en Côte d'Ivoire qui se déroule généralement entre août et septembre. Cette célébration met à l'honneur l'igname appelée « kpônan » et symbolise la renaissance du peuple Bron. Elle commémore un épisode marquant de leur histoire notamment leur survie grâce à ce tubercule lors de leur fuite du Ghana vers la Côte d’Ivoire à la fin de la seconde moitié du XVIIᵉ siècle,,.